# Порай (Сілезьке воєводство)
Порай (пол. Poraj) — село в Польщі, у гміні Порай Мишковського повіту Сілезького воєводства.
Населення — 4303 особи (2011).
У 1975-1998 роках село належало до Ченстоховського воєводства.

## Демографія
Демографічна структура станом на 31 березня 2011 року:
|          | Загалом | Допрацездатний вік | Працездатний вік | Постпрацездатний вік |
| -------- | ------- | ------------------ | ---------------- | -------------------- |
| Чоловіки | 2021    | 368                | 1388             | 265                  |
| Жінки    | 2282    | 339                | 1340             | 603                  |
| Разом    | 4303    | 707                | 2728             | 868                  |